# Челябинский электровозоремонтный завод
Челябинский электровозоремонтный завод — завод по ремонту электровозов для нужд железнодорожного транспорта, расположенный в городе Челябинске, филиал АО «Желдорреммаш».

## История

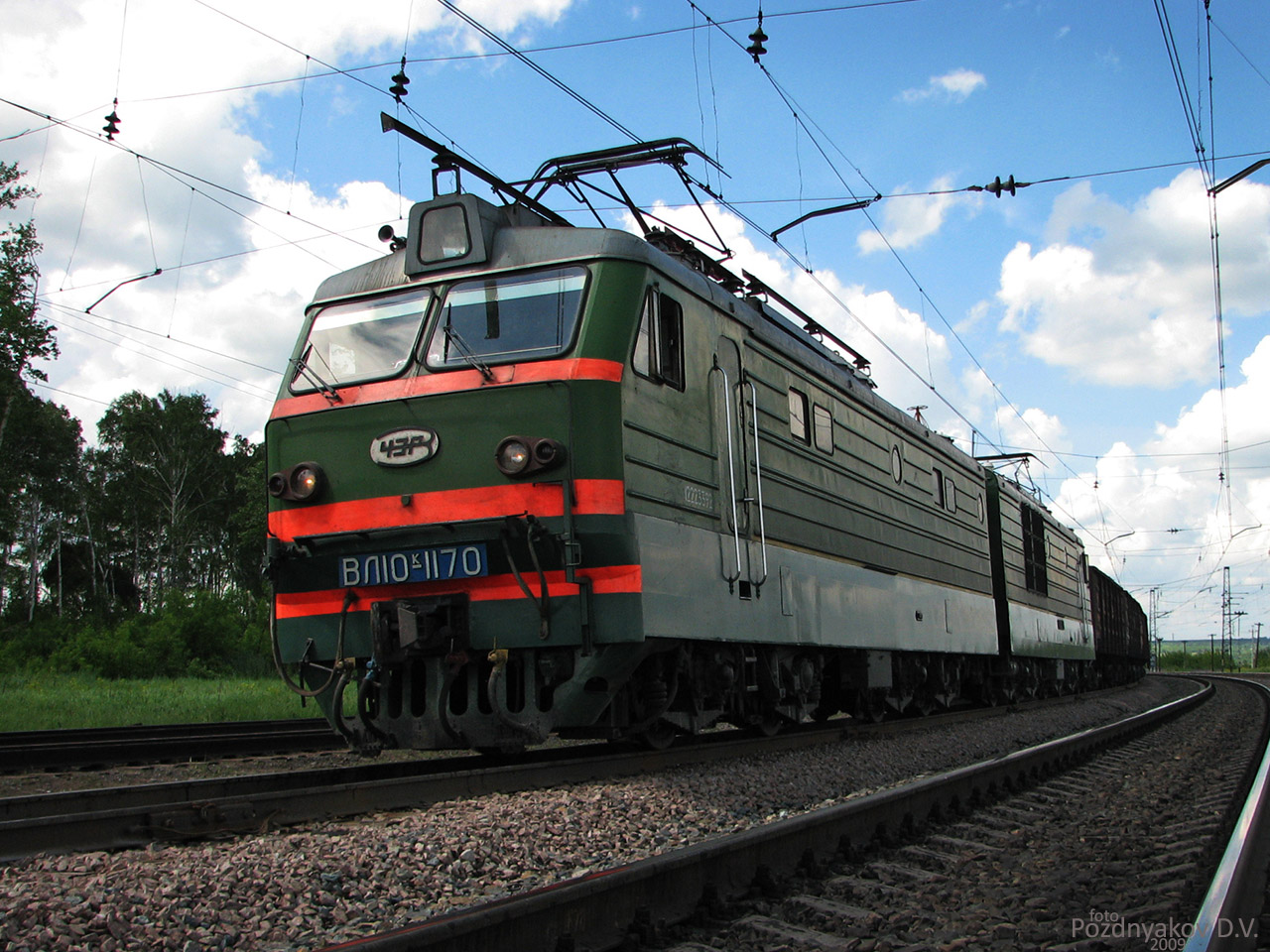
Электровозы ВЛ10К — модификация электровозов ВЛ10, произведённая на ЧЭРЗ

За несколько месяцев до начала Великой Отечественной войны Народный комиссариат путей сообщения принимает решение о строительстве на Южном Урале, через который проходит Транссибирская магистраль, литейно-механического завода, который бы снабжал железнодорожников тормозными рукавами, колодочным и другим литьем.
1 апреля 1943 года вступают в строй и начинают выпуск продукции литейно-механические мастерские, сыгравшие значительную роль в обеспечении железнодорожного транспорта страны запасными частями для электровозов, и в электрификации железных дорог. Электрификация магистралей потребовала создания базы для ремонта электровозов, электрических машин и колесных пар. В 1947 году начинается проектирование и строительство на базе мастерских нового завода, который получает название электровозоремонтный. В 1950 году впервые в СССР литейный цех начинает выпуск деталей контактной сети. В феврале 1957 года из ворот завода выходит первый отремонтированный электровоз ВЛ22М №287 для депо Златоуст Южно-Уральской железной дороги. Скоро завод превратится в крепкую индустриальную базу ремонта локомотивов для магистралей Урала и Сибири.
В 1959 году ремонт электровозов и электрических машин ставится на промышленную основу.
Для увеличения мощности завода в 2 раза с целью удовлетворения потребностей железных дорог в 1962 году начинается реконструкция завода, и в 1969 году вводятся в эксплуатацию электромашинный и ряд других корпусов.
В 1972 году начинается освоение ремонта электровозов серии ВЛ-10.
В 1975 году выпуск из ремонта электровозов увеличен более чем в 2 раза.
По установленным проектным мощностям ЧЭРЗ выходит на первое место среди ремонтных заводов МПС.
В 1978 году выпускает из ремонта последний электровоз серии ВЛ-8, который он ремонтировал с 1961 года.
В 1983 году впервые отремонтирован электровоз серии ВЛ-11.
В 1997 году из ремонта выходит самый мощный отечественный электровоз постоянного тока ВЛ-15.
С 1997 года заводом освоен ремонт тяговых агрегатов для промышленности ПЭ-2М и ОПЭ-1, пассажирского электровоза ЧС-7 (21 единица).
В 2001 году завод приступил и освоил модернизацию электровозов ВЛ-10 с продлением срока службы и до 2009 года отремонтировано 467 электровозов, в том числе 35 из них оборудованы системой смешанного возбуждения ТЭД.
С 2001 по 2010 год завод производит ремонт МЛП электровозов ВЛ-10, ВЛ-10У.
В 2010-2014 годах была проведена реконструкция электромашинного производства и внедрено оборудование фирм «Maier», «Kemppi», «TOS VARNSDORF».
В 2016-2018 гг. заводом освоен средний и капитальный ремонт электровоза переменного тока ВЛ-80С. Отремонтировано ВЛ-80С в 2017 году: в объеме среднего ремонта — 48 секций; в объеме капитального ремонта — 16 секций. За 2018 год отремонтировано: в объеме среднего ремонта — 37 секций; в объеме капитального ремонта — 71 секций.
Также в 2016 году на Челябинском ЭРЗ был освоен ремонт ТЭД серии 810: СТК-810А, ЭДП-810, ЭК-810Ч для локомотива 2ЭС6.
В 2017 году завод освоил средний вид ремонта магистральных грузовых электровозов постоянного тока напряжения 3 кВ- 2ЭС4К «Дончак» с коллекторными тяговыми электродвигателями ДТК-800А.
В ноябре 2019 году из состава завода произошло выделение электромашинного производства и создано обособленное подразделение (ОП) «Элмашремонт-Челябинск».
В 2020 году завод произвел опытный ремонт грузового электровоза постоянного тока 2ЭС6 «Синара» с коллекторными тяговыми электродвигателями.
Завод не стоит на месте, постоянно осваивая новые виды продукции. В 2022 году ЧЭРЗ осуществил средний ремонт своего первого грузового локомотива 3ЭС4К, так называемого «Дончака», ставшего в начале 2000-х эволюционным продолжением ВЛ11.
В 2023 году завод увеличил выпуск из ремонта локомотивов на 36% по сравнению с 2022 годом. Если в 2022 году завод отремонтировал 333 секции электровозов, то в 2023 — уже 454 секции.

## Продукция завода
Завод специализируется на ремонте электровозов серий ВЛ10 и ВЛ11, тяговых электродвигателей тепловозов и электровозов, колёсных пар электровозов.
Серии электровозов, модифицированные на ЧЭРЗ: ВЛ10К, ВЛ11К.
Завод является одним из ведущих российских предприятий по ремонту магистральных грузовых электровозов постоянного тока серий ВЛ10, ВЛ10К, ВЛ10У, ВЛ11, ВЛ15, а также промышленных электровозов постоянного и переменного тока серий ПЭ2М, ОПЭ1 для предприятий угольной, горнодобывающей и металлургической промышленности. На заводе производится свыше 25 % общероссийского объёма ремонтных работ (2003).
Ныне завод осуществляет ремонт электровозов серии ВЛ10, ВЛ11, ВЛ15, ВЛ80, 2ЭС4К, 2ЭС6

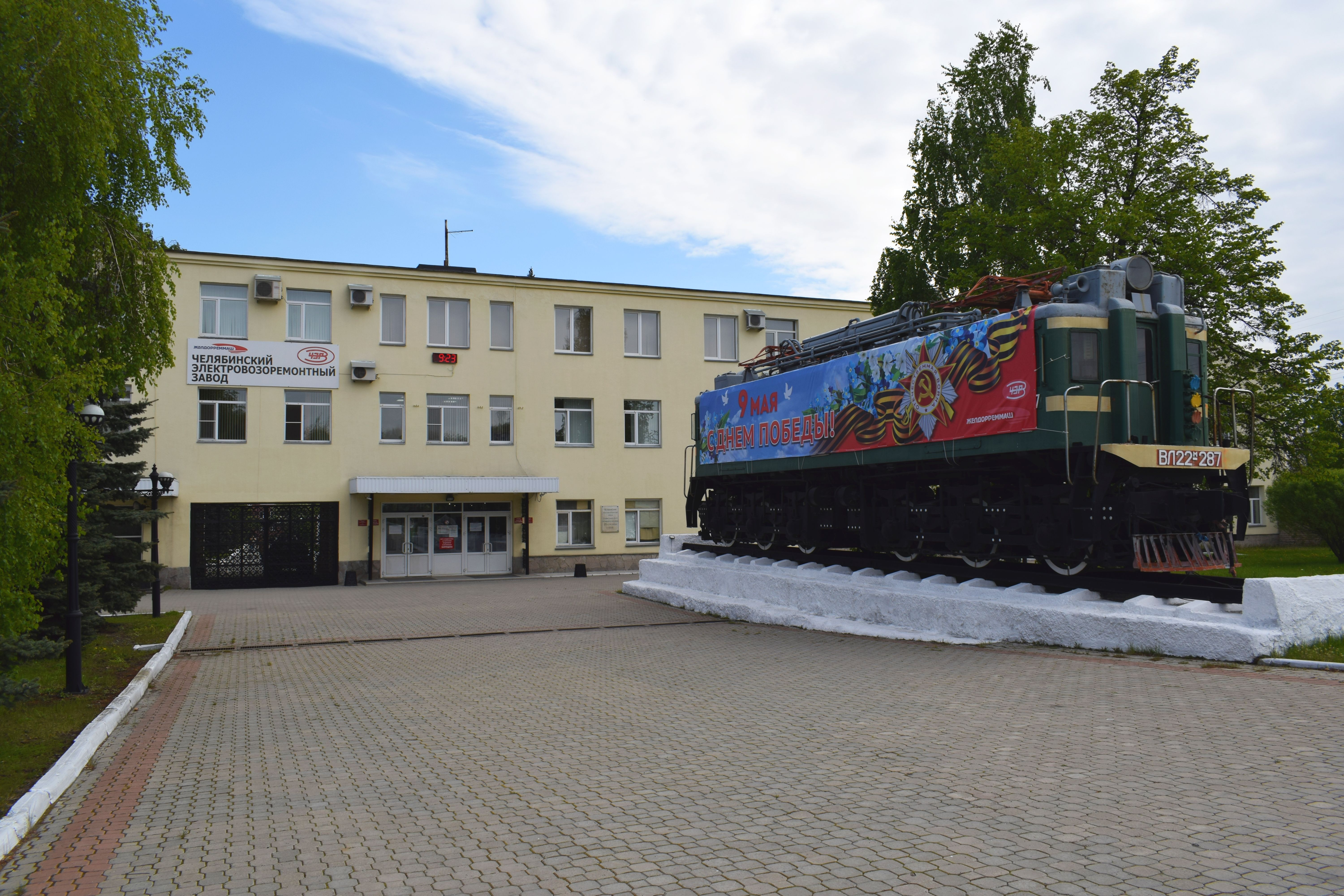
Первый отремонтированный электровоз ВЛ22М-287 на постаменте у проходной завода
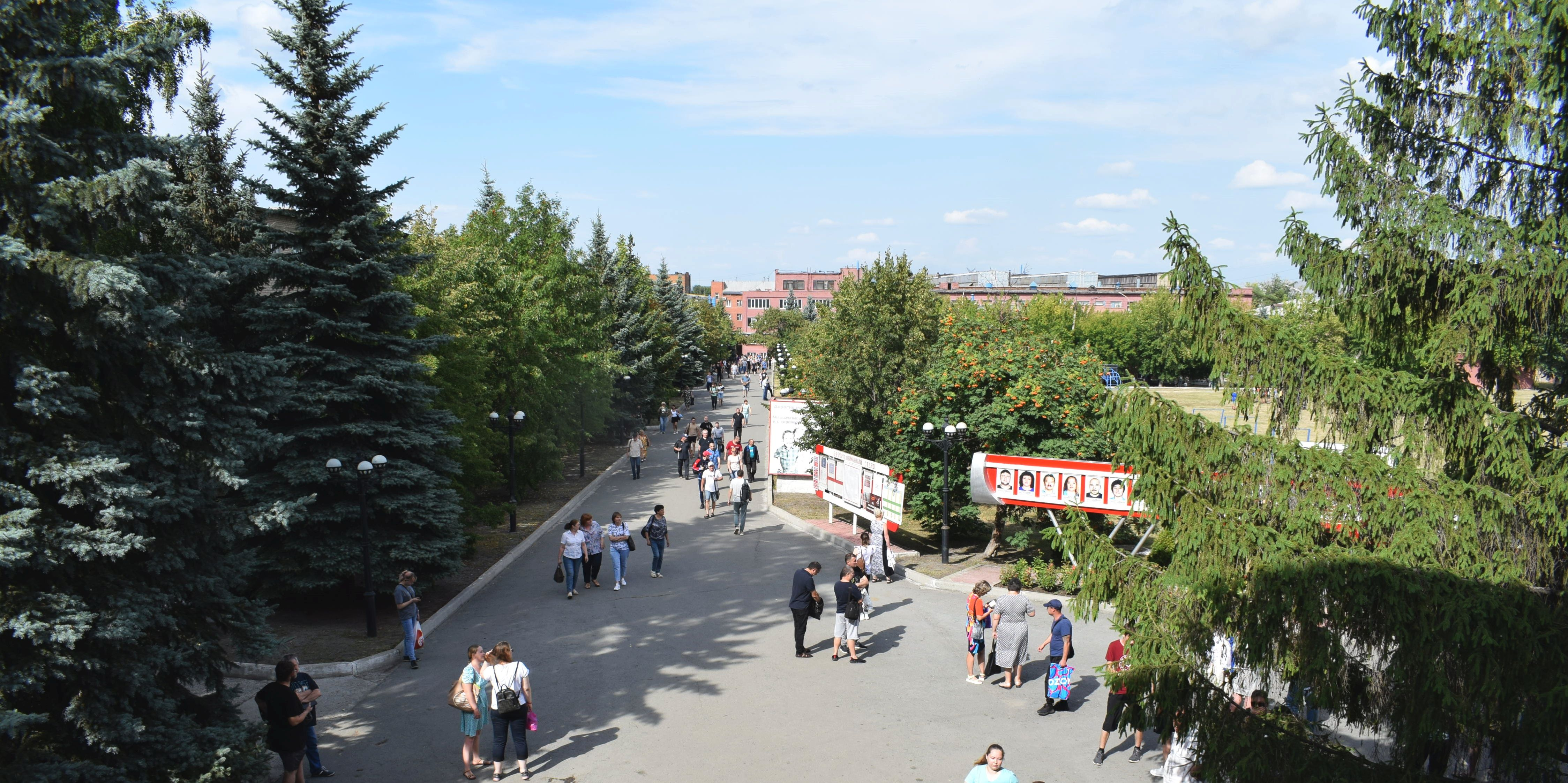
Заводская аллея
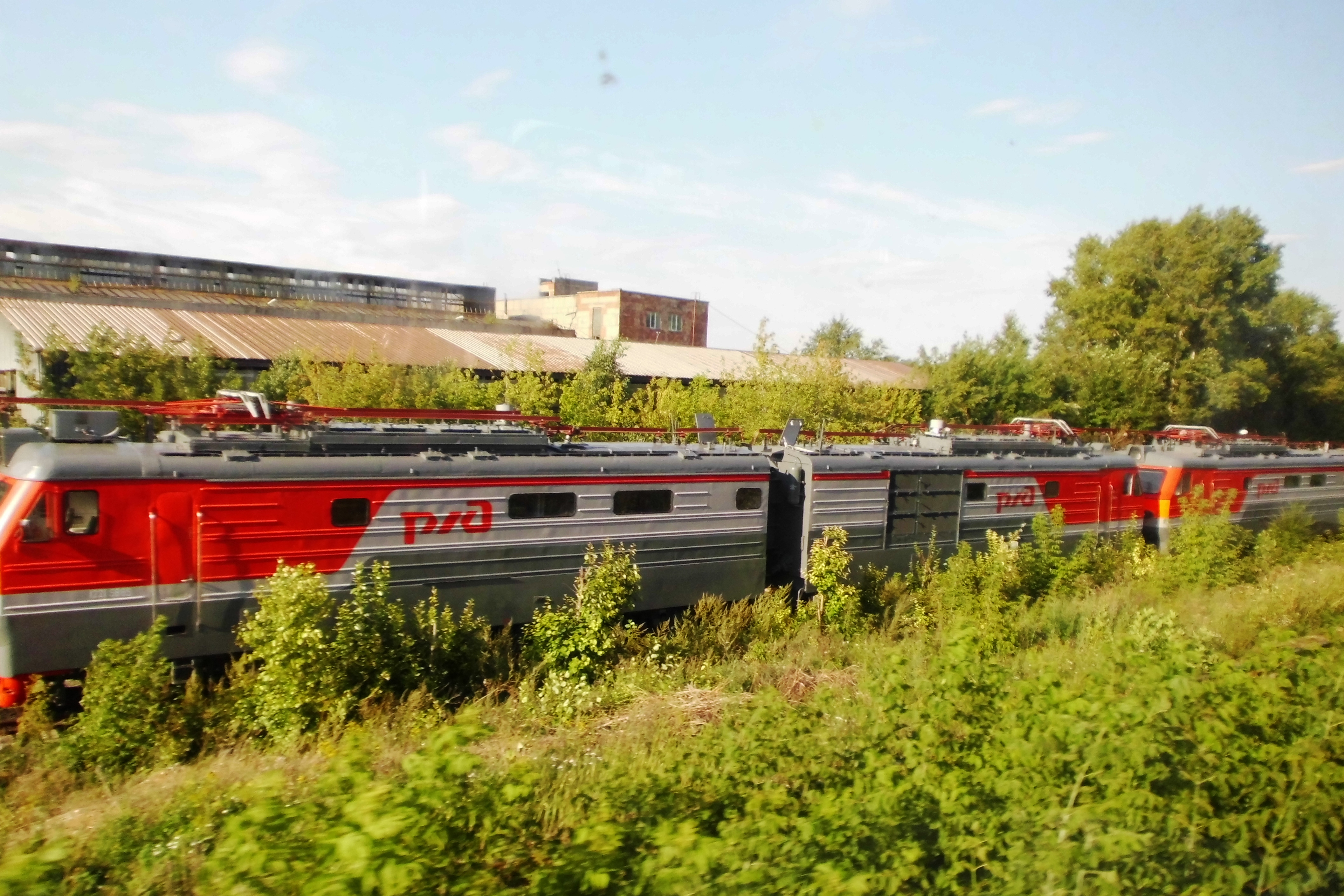
Электровозы ВЛ10К на подъездных путях ЧЭРЗ после ремонта